# Taylor (Misisipi)
Taylor es una villa del Condado de Lafayette, Misisipi, Estados Unidos. Según el censo de 2000 tenía una población de 289 habitantes y una densidad de población de 27.1 hab/km².

## Demografía
Según el censo de 2000, había 289 personas, 128 hogares y 78 familias residiendo en la localidad. La densidad de población era de 27,1 hab./km². Había 138 viviendas con una densidad media de 13,0 viviendas/km². El 80,28% de los habitantes eran blancos, el 17,99% afroamericanos, el 1,38% amerindios y el 0,35% isleños del Pacífico. El 1,73% de la población eran hispanos o latinos de cualquier raza.
Según el censo, de los 128 hogares en el 21,1% había menores de 18 años, el 53,1% pertenecía a parejas casadas, el 7,8% tenía a una mujer como cabeza de familia y el 38,3% no eran familias. El 35,2% de los hogares estaba compuesto por un único individuo y el 9,4% pertenecía a alguien mayor de 65 años viviendo solo. El tamaño promedio de los hogares era de 2,26 personas y el de las familias de 2,87.
La población estaba distribuida en un 17,3% de habitantes menores de 18 años, un 10,0% entre 18 y 24 años, un 34,3% de 25 a 44, un 23,5% de 45 a 64 y un 14,9% de 65 años o mayores. La media de edad era 40 años. Por cada 100 mujeres había 95,3 hombres. Por cada 100 mujeres de 18 años o más, había 95,9 hombres.
Los ingresos medios por hogar en la localidad eran de 28.875 dólares ($) y los ingresos medios por familia eran 50.250 $. Los hombres tenían unos ingresos medios de 31.528 $ frente a los 20.000 $ para las mujeres. La renta per cápita para la ciudad era de 16.403 $. El 12,2% de la población y el 14,1% de las familias estaban por debajo del umbral de pobreza. El 15,0% de los menores de 18 años y el 17,1% de los habitantes de 65 años o más vivían por debajo del umbral de pobreza.

## Geografía
Según la Oficina del Censo de los Estados Unidos, la localidad tiene un área total de 10,7 km², todos ellos correspondientes a tierra firme.